# Eugène Guillaume

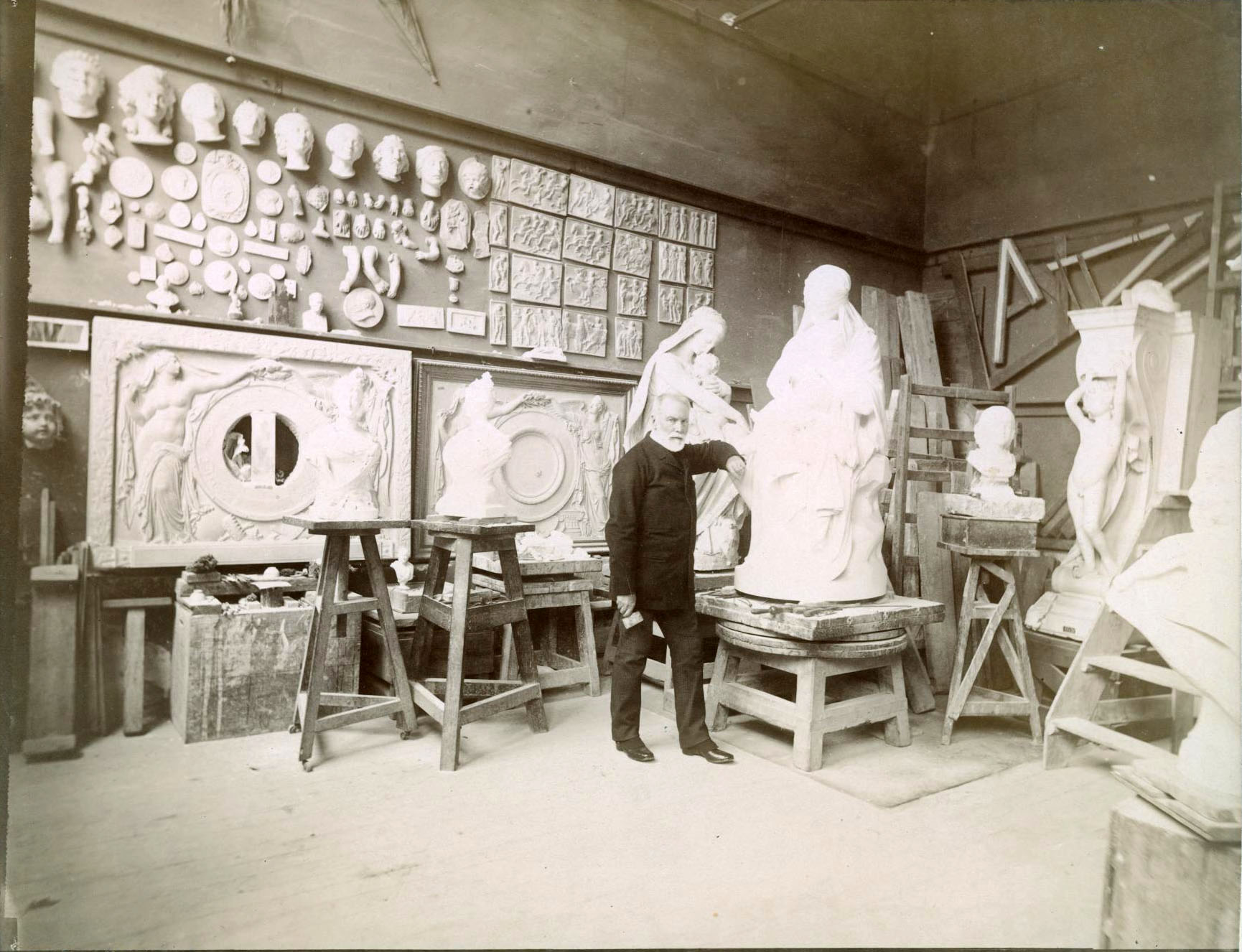
Eugène Guillaume im Atelier, circa 1885–1890.

Jean-Baptiste Claude Eugène Guillaume (* 4. Juli 1822 in Montbard, Département Côte-d’Or; † 1. März 1905 in Rom) war ein französischer Bildhauer, Hochschullehrer und Kunstkritiker.

## Leben
Er studierte ab 1841 unter Pierre-Jules Cavelier, Jean-François Millet und Louis-Ernest Barrias an der École des Beaux-Arts. Guillaume gewann den Prix de Rome 1845 mit seinem Werk Theseus findet auf einem Stein das Schwert des Vaters. Guillaume wurde Direktor der École des Beaux-Arts im Jahre 1864 und war Generaldirektor des Instituts der Schönen Künste von 1878 bis 1879. Guillaume war von 1891 bis 1904 Direktor der Académie de France à Rome. Der Bildhauer Auguste Rodin fertigte 1903 eine Bronzebüste von ihm an.
Zu seinen Auszeichnungen gehören die 1869 erfolgte Ehrenmitgliedschaft in der Royal Academy of Arts in London, die Mitgliedschaft in der Académie française (Fauteuil 21) seit 1898 in Nachfolge von Henri d’Orléans, duc d’Aumale sowie die Mitgliedschaft in der Académie royale des Sciences, des Lettres et des Beaux-Arts de Belgique seit 1876.

## Werke (Auswahl)
Viele seiner Werke finden sich heute an öffentlichen Plätzen wichtiger Städte in Frankreich. Weitere Werke finden sich beispielsweise in Reims (Bronzestatue von Colbert), in Dijon (das Rameau-Denkmal). Im Musée du Luxembourg findet sich die Statue Anakreon (1852), die Statue Un Faucheur (1855) und die Marmorbüste von Mgr Georges Darboy (1874), heute Musée d’Orsay. Das Versailles Museum beherbergt das Porträt von Adolphe Thiers, die Sorbonne die Marmorbüste von Victor le Clerc. Weitere Werke finden sich in der Dreifaltigkeitskirche in Saint-Germain l’Auxerrois und der Kirche Sankt Clotilde in Paris. Im Musée d’Orsay in Paris befindet sich die Statue Les Gracques (1853).

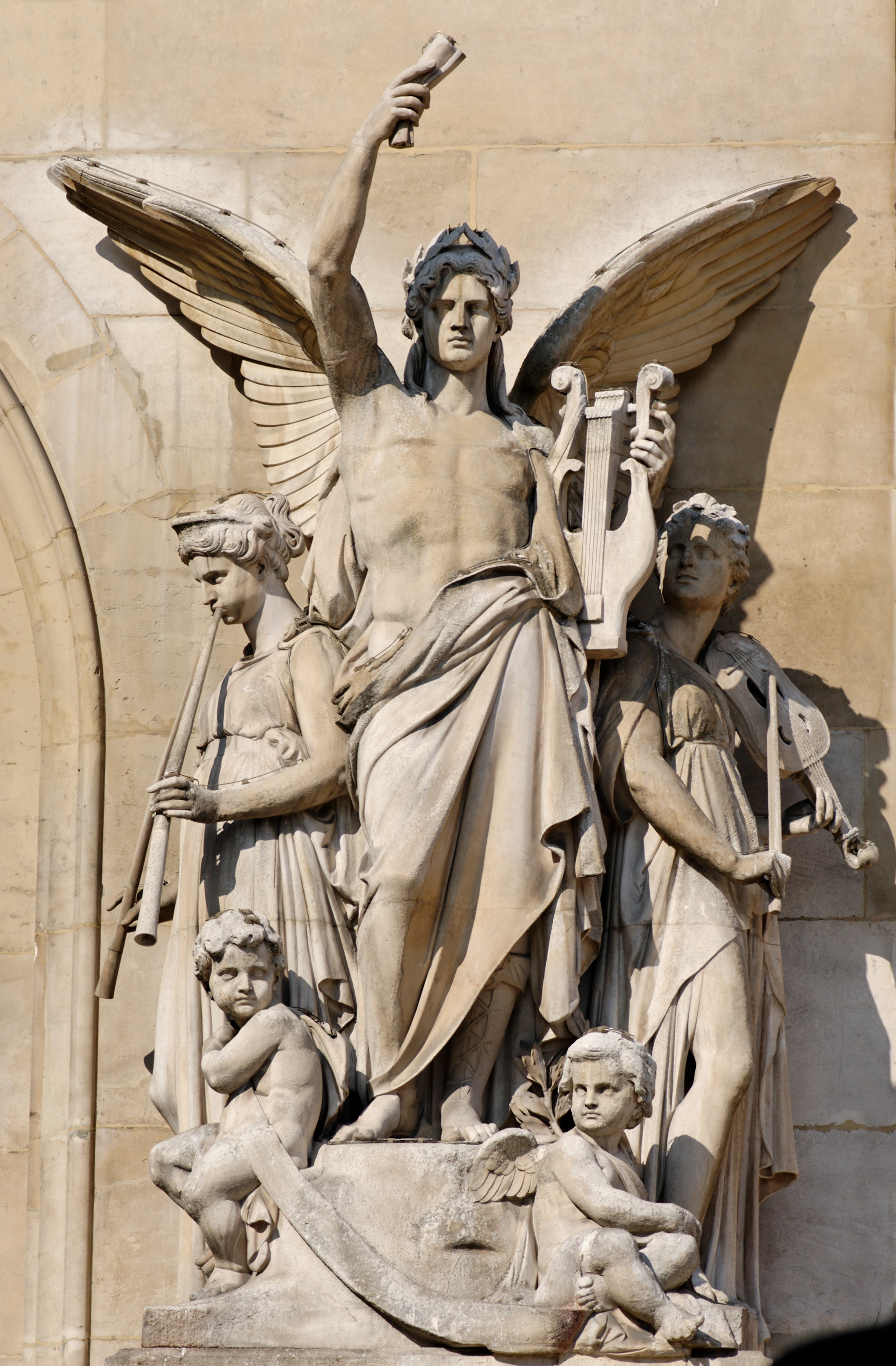
Instrumentale Musik, Fassade des Palais Garnier
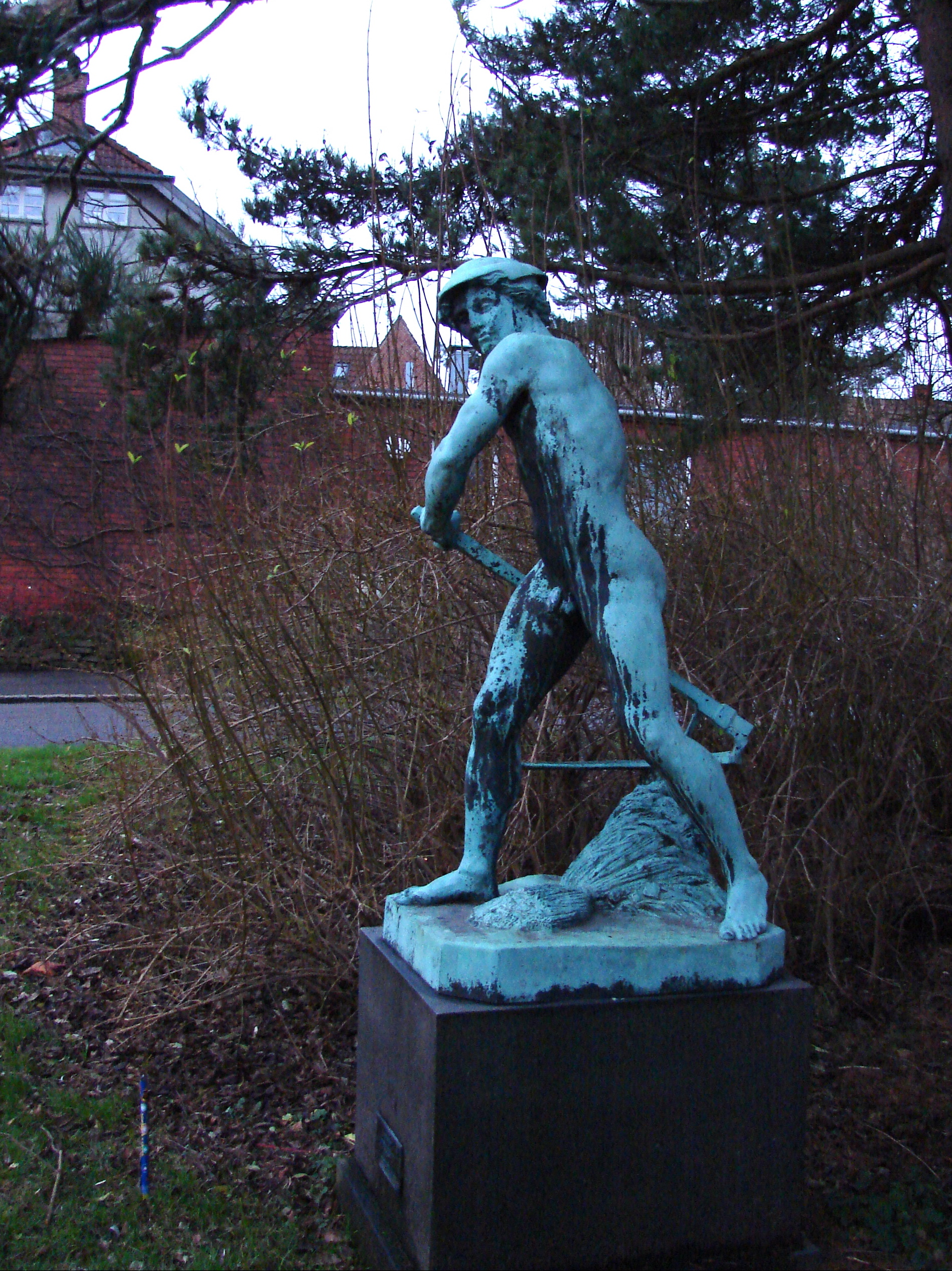
Schnitter, in Brønshøj, Kopenhagen
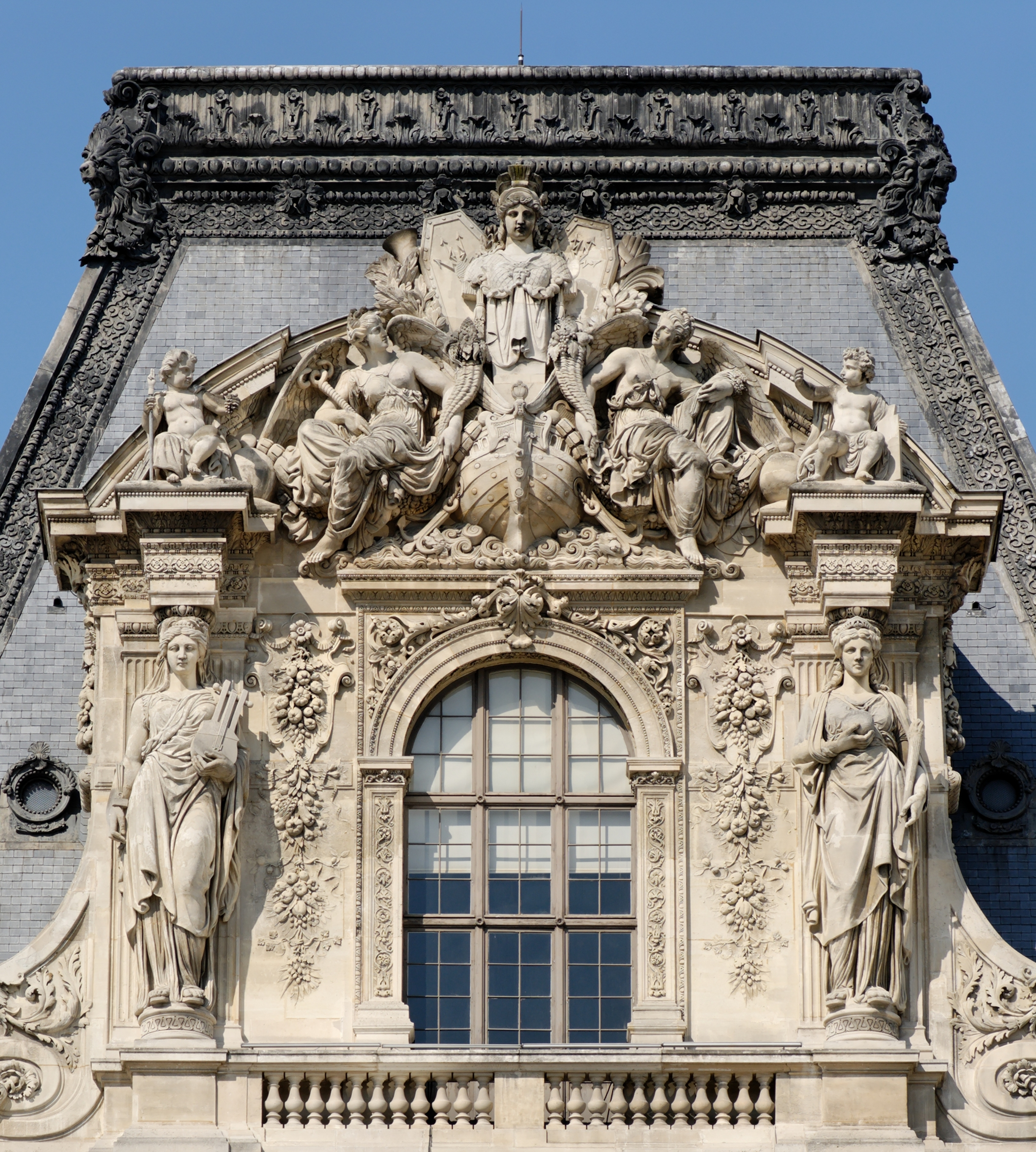
Fassade, Südseite des Pavillon Turgot, Louvre
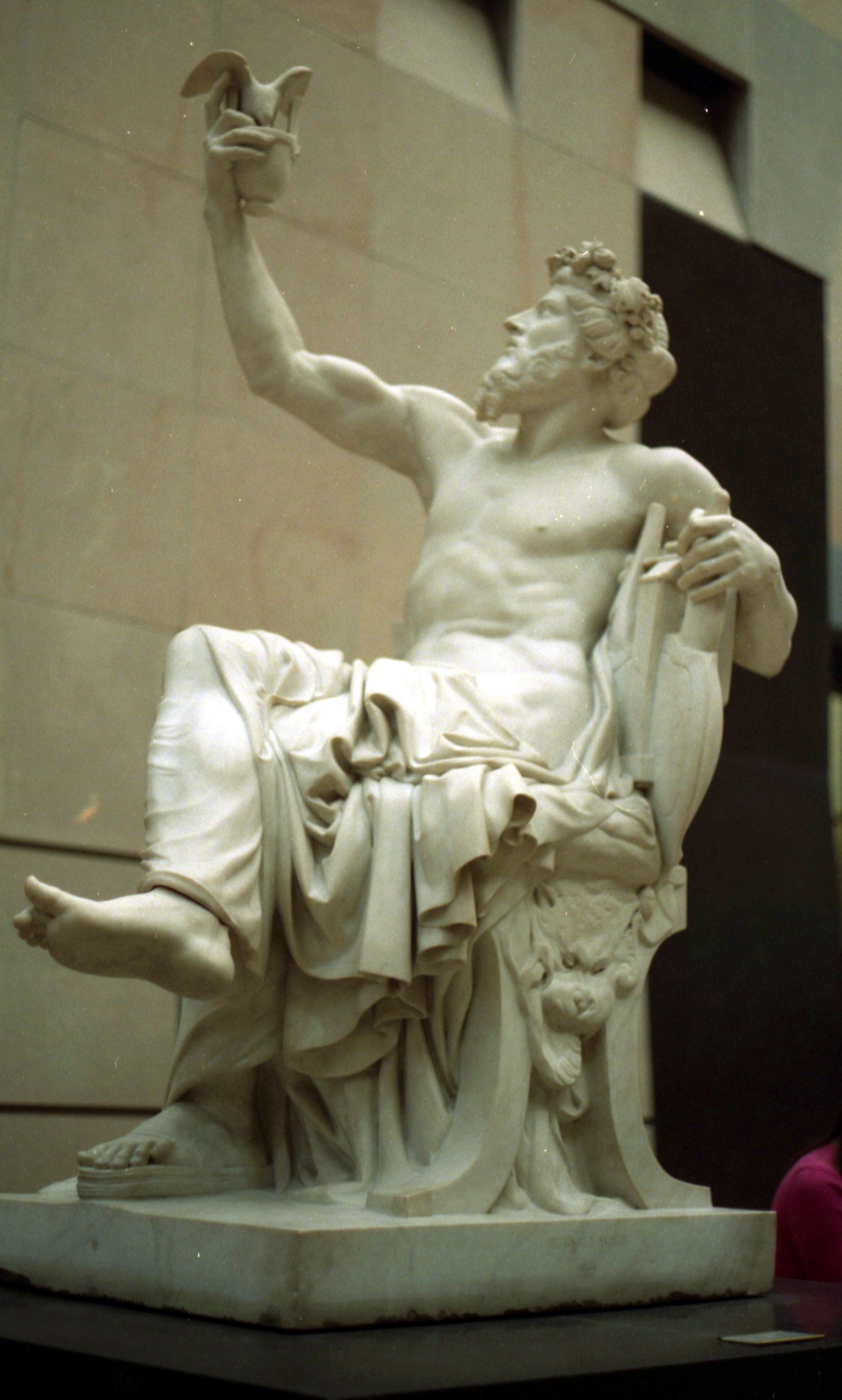
Anakreon, 1849/1851, Musée d’Orsay

## Kunsthistorische Schriften
- Études d’art antique et moderne. Perrin, Paris 1888. (Online).
- Essais sur la théorie du dessin et de quelques parties des arts. Perrin, Paris 1896. (Online).
- Études sur l’histoire de l’art. Le Panthéon d’Agrippa, les ruines de Palmyre, Dante considéré comme artiste, Apollon, Bacchus, Cérès, le costume, la coiffure, les bijoux, barbare, captif. Perrin, Paris 1900.